# Handroanthus catarinensis
Handroanthus catarinensis é uma espécie de árvore nativa e endémica do Brasil do gênero Handroanthus. Podendo chegar até 5 metros de altura, tem ocorrência confirmada no Paraná e em Santa Catarina na Mata Atlântica em campo de Altitude/Campo Rupestre.